# Zanobi Rosi

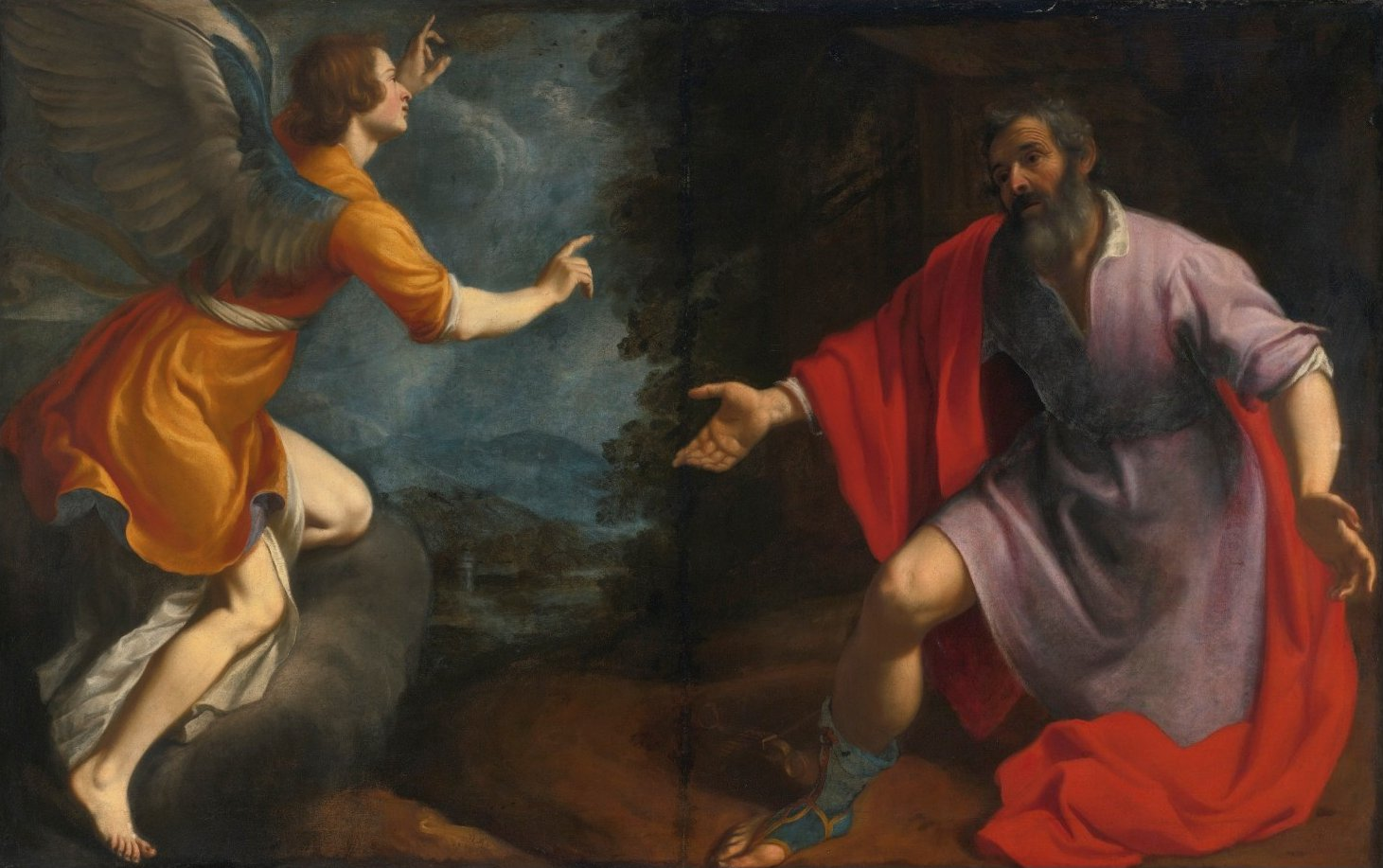
Zanobi Rosi, Visione del centurione Cornelio

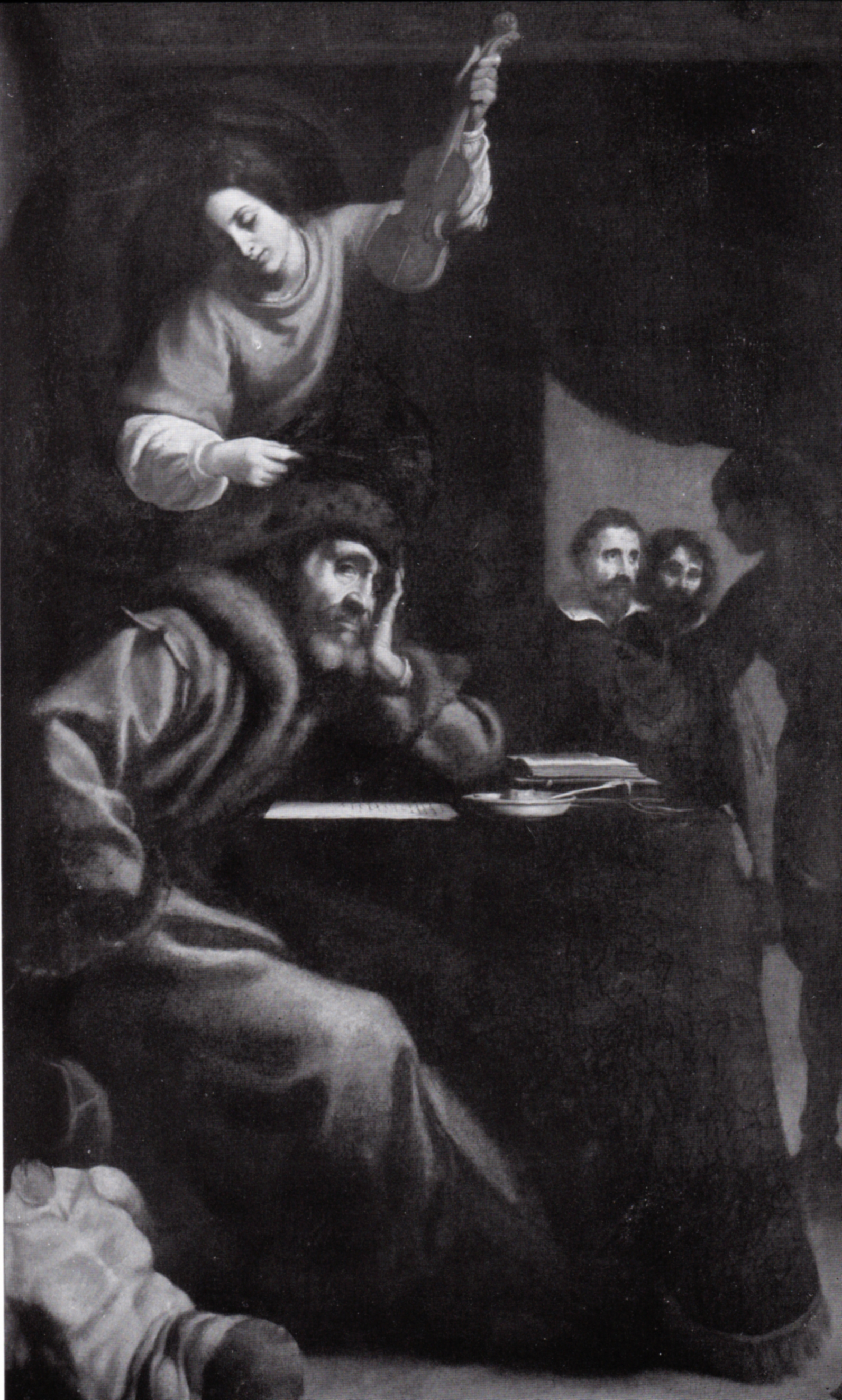
Zanobi Rosi su dis. di Cristofano Allori, Michelangelo in meditazione poetica

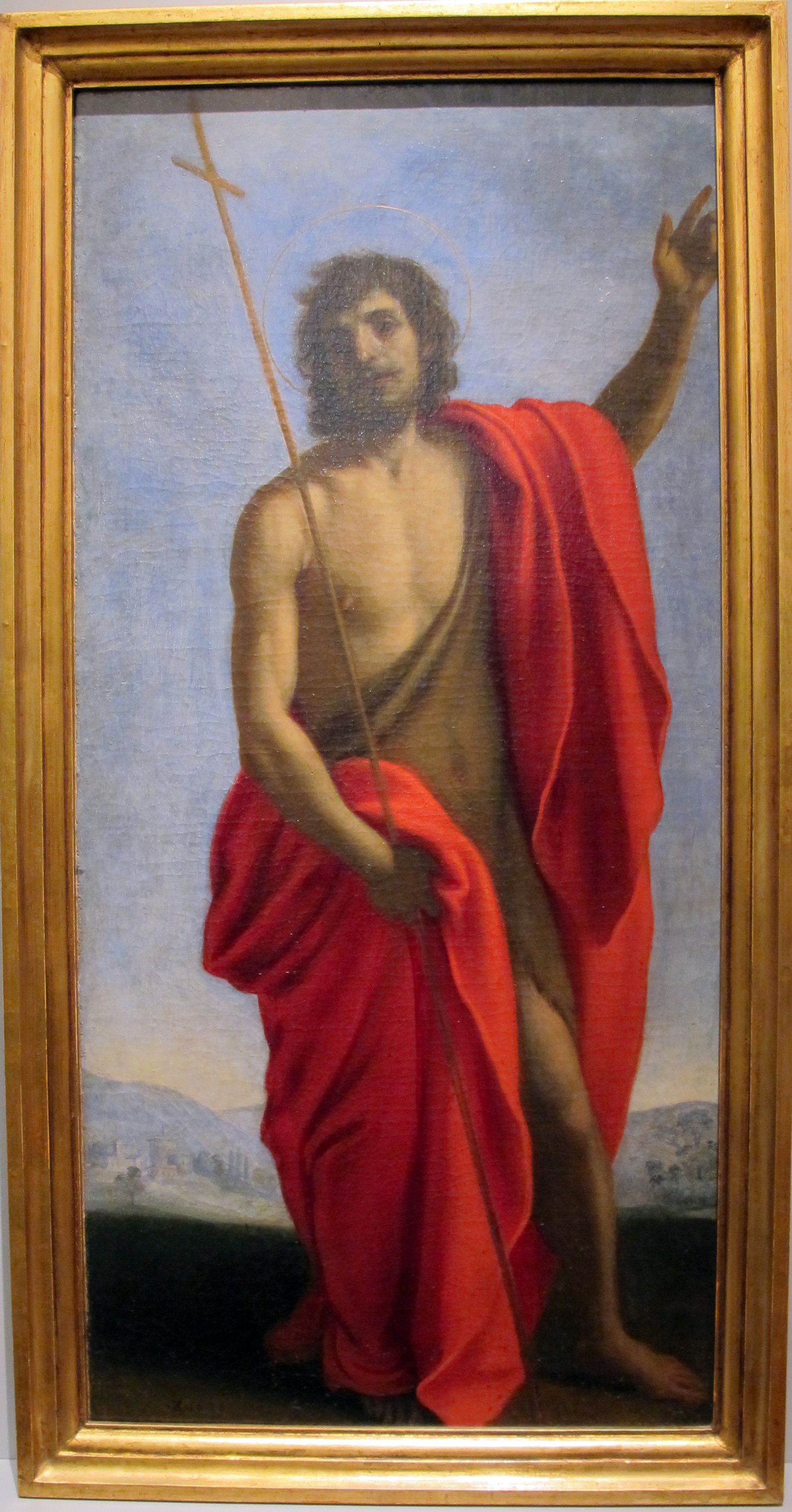
Zanobi Rosi, San Giovanni Battista, 1626

Zanobi Rosi (Firenze, 1577 – 1631) è stato un pittore italiano.

## Biografia
Zanobi Rosi, conosciuto anche come Zanobio Rossi, fu allievo prediletto di Cristofano Allori e per un periodo ebbe l'onore di abitare a Palazzo Medici.
Nella Basilica di Santa Trinita, a Firenze, la pala d'altare San Pietro sulle acque, iniziata da Cristofano Allori, fu portata a termine da Zanobi Rosi nel 1621, cioè dopo la morte del suo Maestro.
Scrive il pittore e storico Filippo Baldinucci, riguardo a questo dipinto: «[Cristofano Allori] aveva fatto tutti gli studi, e condotta la testa con forse la figura di San Pietro, e condotte altresì a buon segni l'altre parte, la qual talvolta fu poi finite da Zanobi Rosi.»
Sul suo seguace Zanobi Rosi, così si era espresso Cristofano Allori: «È stato lungo tempo meco, et è diligente, pratico della mea maniera ragionevolm.te»
Anche la tela Madonna con Bambino, in Gloria tra Santi, che si trova nel Duomo di Pisa, è ritenuta opera di collaborazione tra i due artisti.
Al Museo Masaccio, aperto nel 2002, nella Pieve dei Santi Pietro e Paolo a Cascia, frazione di Reggello (FI), il San Giovanni Battista - olio su tela, 92x43 cm - che ha come pendant il quadro di Santa Brigida di Svezia di dimensioni simili, è datato 1626 e siglato Z R. Al pittore fiorentino manierista Zanobi Rosi sono stati attribuiti entrambi questi dipinti. L'iconografia del San Giovanni Battista è di tipo tradizionale: il santo, vestito di pelle di cammello e avvolto in un ampio manto rosso, segno di martirio, regge la croce.

### Casa Buonarroti
La Galleria di Casa Buonarroti, a Firenze in via Ghibellina 70, ospitata nel palazzo che il pronipote Michelangelo Buonarroti il Giovane fece ristrutturare e decorare fra il 1612 e il 1637, lavorarono molti artisti di diversa sensibilità e scuola, tra cui Domenico Passignano, Artemisia Gentileschi, Pietro da Cortona, Giovan Battista Guidoni, Girolamo Buratti, Valerio Marucelli, Giovanni da San Giovanni, Francesco Furini e Giovanni Battista Bracelli.
In una delle quattro sale, decorate nello stile del "barocco fiorentino", si trova il dipinto su tela Michelangelo in meditazione poetica, 1621-1622, realizzato da Zanobi Rosi su disegno di Cristofano Allori. Sul soffitto, un'opera databile 1615-1620 è interamente attribuita a Rosi. Si tratta della virtù dello Studio, rappresentata da un giovane in atto di aprire un libro che è simbolo della conoscenza.

### Altre opere
- Visione del centurione Cornelio
- Tobia e l'Angelo
- Madonna con bambino, Santa Caterina, San Rocco e due vescovi offerenti
- Giocatore con palla, Galleria degli Uffizi